# Карл Каспер
Карл Каспер (нім. Karl Casper; 22 лютого 1893, Реден — 25 серпня 1970, Мюнхен) — німецький воєначальник, генерал-лейтенант вермахту. Кавалер Лицарського хреста Залізного хреста.

## Біографія
3 серпня 1914 року вступив в Імперську армію. Учасник Першої світової війни. 31 березня 1920 року демобілізований. 19 листопада 1920 року вступив у поліцію. 15 жовтня 1935 року перейшов в армію і був зарахований в штаб 35-ї піхотної дивізії. З 6 жовтня 1936 року — командир 1-го батальйону 13-го піхотного полку. З 22 листопада по 2 грудня 1937 року пройшов курс штабного офіцера. З 1 грудня 1939 року — командир батальйону 174-го піхотного полку, з 6 лютого 1940 року — 118-го моторизованого піхотного полку. В жовтні 1942 року виконував обов'язки командира 38-ї піхотної дивізії. 10 жовтня був відправлений в резерв ОКГ. З 27 жовтня 1942 року — командир 335-ї піхотної дивізії. 7 вересня 1943 року поранений і знову відправлений в резерв ОКГ. З 1 лютого по 1 жовтня 1944 і з 30 січня 1945 року — командир 48-ї піхотної дивізії. 9 травня 1945 року взятий в полон американськими військами. В травні 1948 року звільнений.

## Звання
- Фанен-юнкер (3 серпня 1914)
- Фанен-юнкер-єфрейтор (18 листопада 1914)
- Фанен-юнкер-унтерофіцер (6 грудня 1914)
- Фенріх (23 березня 1915)
- Лейтенант (19 листопада 1915)
- Лейтенант поліції (19 листопада 1920)
- Оберлейтенант поліції (13 липня 1921)
- Гауптман поліції (9 квітня 1925)
- Майор поліції (20 квітня 1935)
- Майор (15 жовтня 1935)
- Оберстлейтенант (1 жовтня 1937)
- Оберст (1 жовтня 1940)
- Генерал-майор (1 жовтня 1942)
- Генерал-лейтенант (8 серпня 1943)

## Нагороди
- Залізний хрест
  - 2-го класу (4 серпня 1915)
  - 1-го класу (26 листопада 1916)
- Ганзейський Хрест (Гамбург; 24 липня 1917)
- Нагрудний знак «За поранення» в чорному (25 травня 1918)
- Почесний хрест ветерана війни з мечами (30 листопада 1934)
- Медаль «За вислугу років у Вермахті» 4-го, 3-го і 2-го класу (18 років; 2 жовтня 1936) — отримав 3 нагороди одночасно.
- Медаль «За Атлантичний вал» (20 березня 1940)
- Застібка до Залізного хреста
  - 2-го класу (23 травня 1940)
  - 1-го класу (11 червня 1940)
- Сертифікат Пошани Головнокомандувача Сухопутних військ Вермахту (12 липня 1941)
- Почесна застібка на орденську стрічку для Сухопутних військ (22 липня 1941)
- Штурмовий піхотний знак в бронзі (7 вересня 1941)
- Лицарський хрест Залізного хреста (22 вересня 1941)
- Медаль «За зимову кампанію на Сході 1941/42» (18 липня 1942)
- Нагрудний знак «За поранення» в сріблі (5 жовтня 1943)